# Alocasie
Alocasie (Alocasia macrorrhizos) ook olifantsoor of reuzentaro genoemd, is een plant uit de aronskelkfamilie (Araceae). Het is een tot 5 m hoge plant met een stevige, onderaardse wortelstok. De wortelstok kan tot 1 m lang en 20 kg zwaar worden. De bladeren zijn hartvormig, tot 1 m lang en tot 60 cm breed. De bladsteel is tot 1 m lang en gevleugeld. De bladrand is opvallend gegolfd. De bladschijf is donkergroen, glanzend en leerachtig.
De bloeikolf (spadix) is een lange, cilindrische, rechtopstaande kolf met talrijke kleine bloemen. De bloeikolf wordt omgeven door een wit schutblad (spatha). De vruchten zijn kleine, leerachtige bessen.
De wortelstokken zijn zetmeelrijk en worden in Azië gegeten. De wortelstokken van de alocasie bevatten meer voedingsvezels dan de eetbare wortelstokken van andere leden uit de aronskelkfamilie. Voor consumptie moeten de wortels gekookt of gebakken worden om het oxaalzuur af te breken. De alocasie wordt vanwege de ongewoon grote bladeren ook als sierplant gekweekt. In cultuur gedijt de alocasie het beste bij een hoge relatieve luchtvochtigheid, warmte en een plaats in de schaduw of halfschaduw.
De alocasie komt van nature voor in India en op Sri Lanka. Een andere soort die in Azië ook voor zijn eetbare wortelstokken wordt gekweekt, is Alocasia indica.

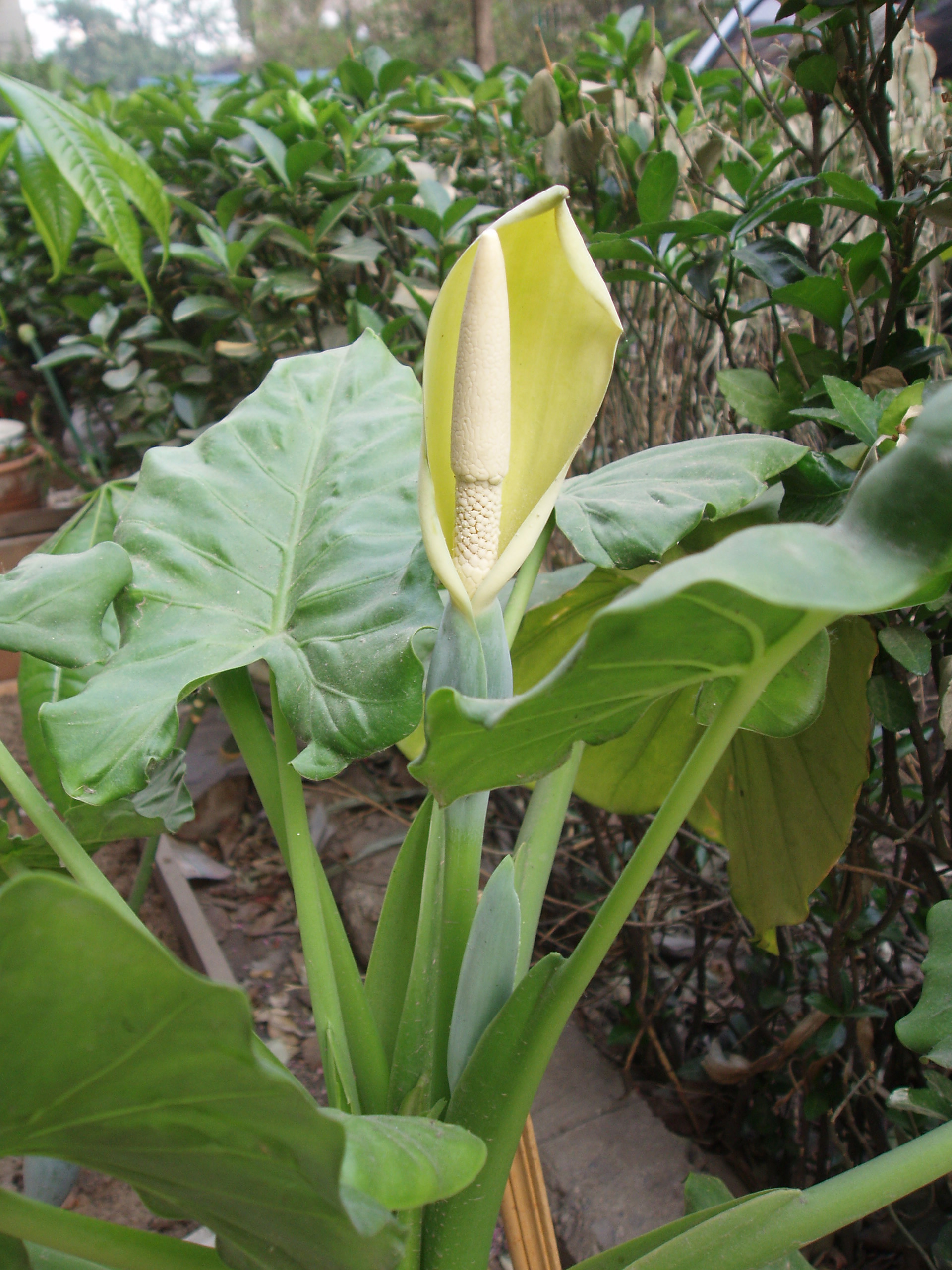
Plant met bloeikolf

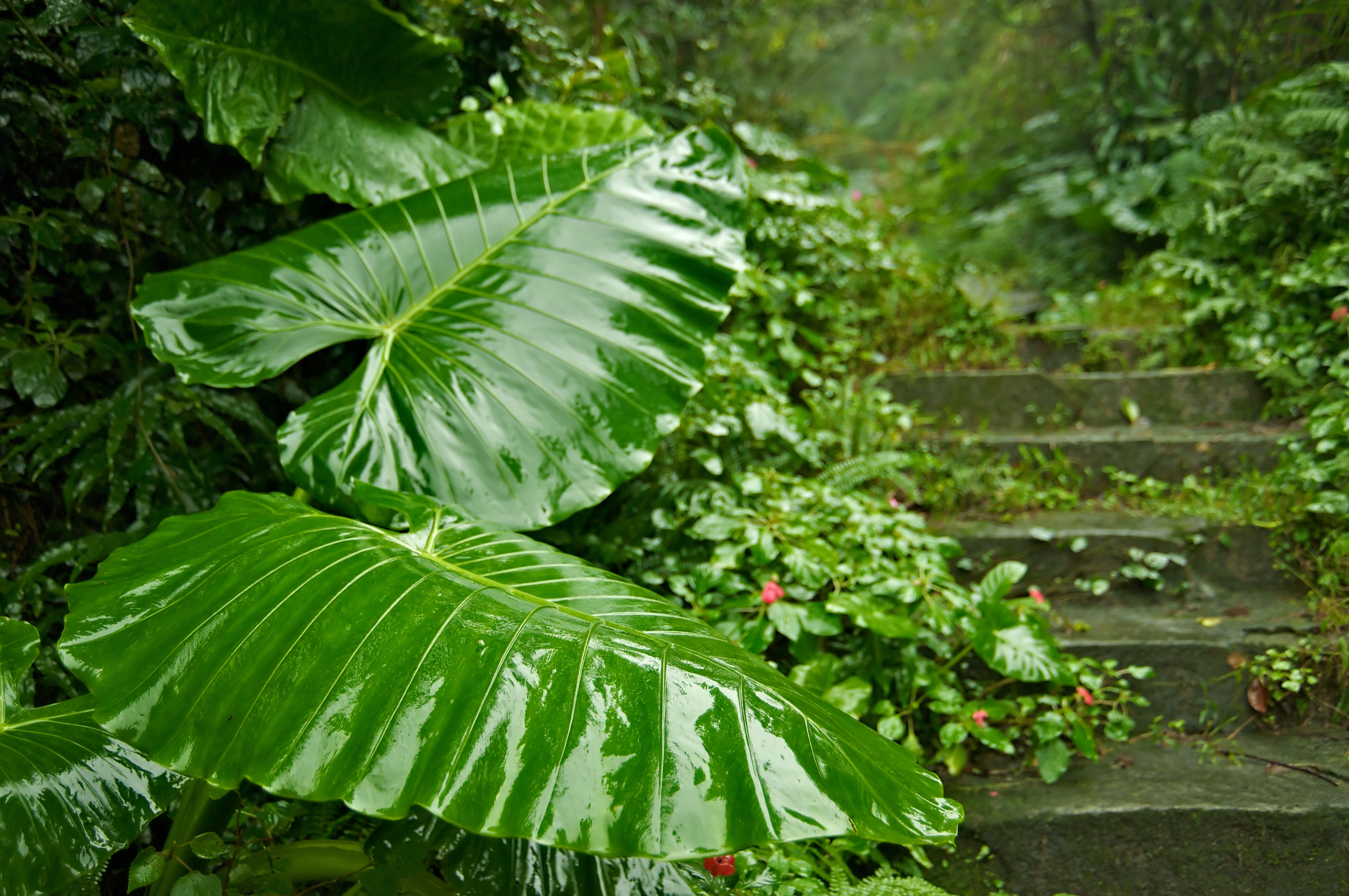

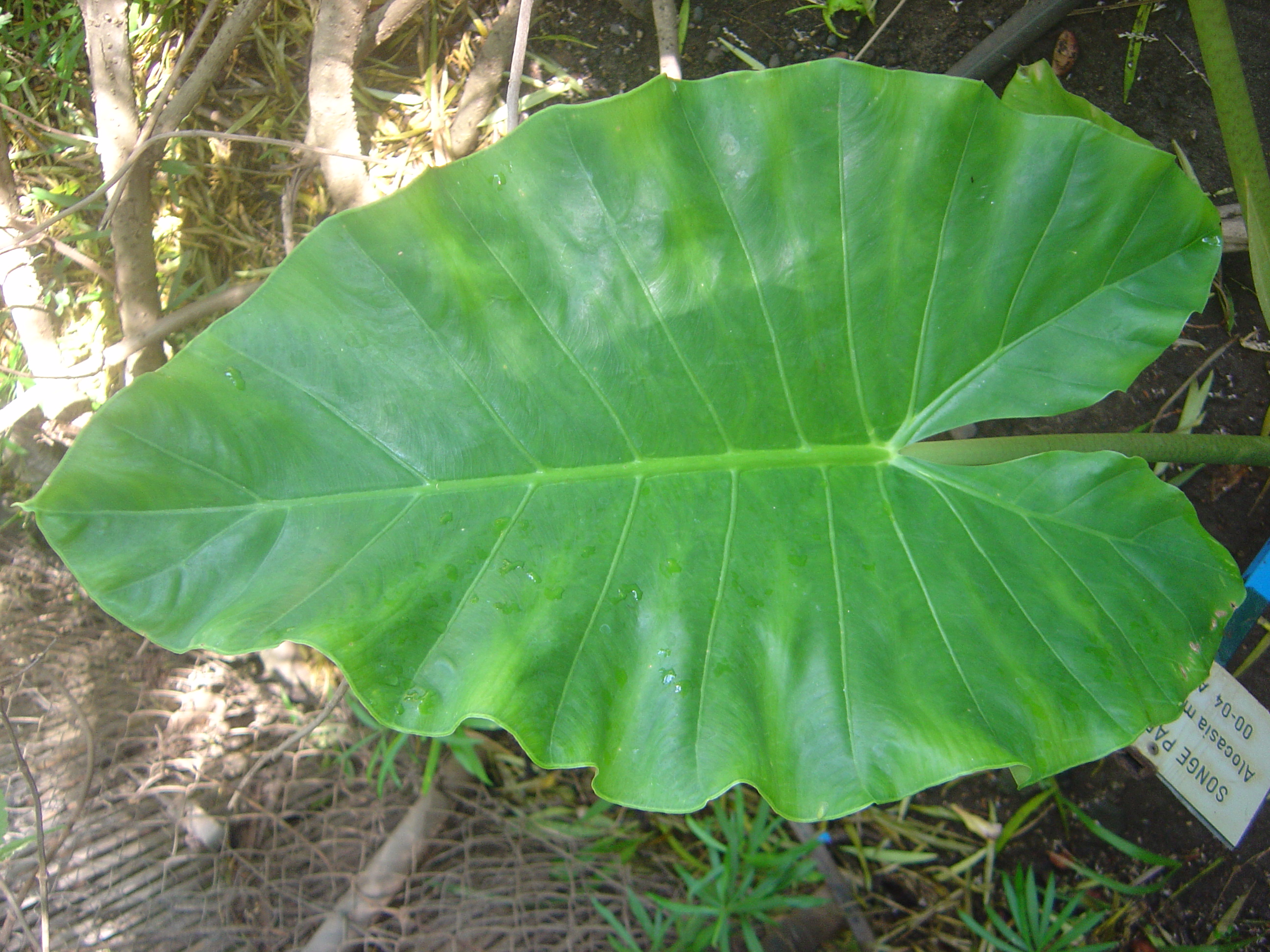
Blad